# Tony Atlas
Anthony White (23 de abril de 1954-) más conocido por su nombre artístico Tony Atlas es un fisicoculturista levantador de pesas y luchador profesional estadounidense ha obtenido múltiples campeonatos y títulos en cada deporte. También es conocido por su título de fisicoculturista, Mr. USA (una distinción que obtuvo tres veces), trabajaba para la World Wrestling Entertainment en su marca ECW como el mánager de Mark Henry y ocasionalmente como luchador. Presentaba junto a Abraham Washington un segmento de ECW llamado The Abraham Washington Show.

## Carrera

### 1970s–1990s
Atlas empezó a luchar profesionalmente en 1975 para la National Wrestling Alliance World Wide/Mid Atlantic area. su debut, fue el 10 de julio en una lucha de parejas con Bob Bruggers contra Art Neilson y The Blue Scorpion. La pelea terminó luego de que Atlas cubriera a the Blue Scorpion luego de un Sleeper Hold.
Durante su carrera trabajo para las marcas World Championship Wrestling (WCW), NWA' Jim Crockett Promotions, World Wrestling Council (WWC), World Class Championship Wrestling (WCCW), American Wrestling Association (AWA), y la World Wrestling Federation (WWF). Sus compañeros regulares fueron Tommy Rich (como "TNT"), Dick Murdoch, y Rocky Johnson. Atlas fue el primer hombre en vencer a Hulk Hogan sin embargo el árbitro no vio el pie de Hogan en la cuerda al hacer el conteo.
Durante su tiempo en la NWA, Atlas obtuvo el NWA Georgia Tag Team Title con Tommy Rich. luego hizo equipo con Mr. Wrestling II, Thunderbolt Patterson, Kevin Sullivan , y Rocky Johnson. En la WWF, Tony hizo equipo con Rocky Johnson para derrotar a los Wild Samoans para ganar el WWF World tag team title, siendo el primer equipo compuesto de hombres negros en obtener los títulos.
En 1987, Tony debutó en la World Class Championship Wrestling donde luchó bajo el nombre de The Black Superman. Donde hizo equipo con Skip Young para ganar el World Class Texas Tag Team Title. Atlas dejó WCW en 1988 y se unió a la International Championship Wrestling (operada por Mario Savoldi) a finales de 1988 donde se volvió Heel y ganó el ICW Heavyweight title . A finales de 1990 volvió a la WWF, bajo el nombre de Saba Simba y participó en el Royal Rumble de 1991. sin embargo su gimmick de guerrero de una tribu ugandesa fue impopular y dejó la empresa poco después. En 1992, luchó en la WCW, y en 1994 en la American Wrestling Federation (AWF), cuando trabajaba para la World Wrestling Council en Puerto Rico, Atlas presencio el asesinato de Bruiser Brody por parte de otro luchador (Jose González) Atlas nunca fue llamado a testificar.

### 2006–2008
En abril de 2006, Tony Atlas fue exaltado al WWE Hall of Fame por S.D. Jones. Atlas actualmente tiene su propia promoción en New England llamada Atlas Pro Wrestling.

### World Wrestling Entertainment (2008-2010)

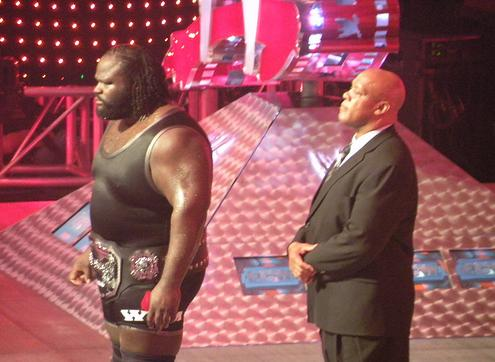
Mark Henry acompañado por Tony Atlas.

Atlas apareció en la edición del 8 de julio de ECW como un invitado especial siendo el anunciador del evento principal entre Tommy Dreamer contra Mark Henry. Atlas atacó a Colin Delaney el aprendiz hasta entonces de Tommy Dreamer en un momento de distracción lo que le permitió a Henry obtener la victoria. Atlas anunció que Henry era el ganador de la pelea aunque el resultado fue un doble conteo siendo la primera vez desde 1992 que Atlas toma la actitud de Heel.
Atlas acompañó a Henry al ring en The Great American Bash y en SummerSlam, donde ayudó a Henry a retener el título atacando a Matt Hardy después de que Henry recibiera un Twist Of Fate. Tony también ayudó a Henry en la edición del 19 de agosto en una pelea por el ECW Championship contra Matt Hardy. Posteriormente en la edición del 9 de diciembre de ECW, Atlas luchó por primera vez en años (junto a Mark Henry) en una Tag Team Match en donde derrotaron a Finlay y Hornswoggle. El siguiente combate que tuvo fue contra Evan Bourne, en el que Atlas perdió. Sin embargo, Mark Henry intervino atacando a Bourne después del combate. Atlas apareció como el compañero del entrevistador Abraham Washington, en el espacio llamado "The Abraham Washington Show" hasta que ECW dejó de emitirse. Su última aparición fue el 2 de abril en SmackDown!, felicitando a Jack Swagger por ganar el Campeonato Mundial Peso Pesado de la WWE. Finalmente, fue despedido el 30 de abril de 2010. Después apareció tras bastidores junto con Yoshi Tatsu en el especial de RAW old school. Actualmente esta en el Reality de WWE, WWE Legends House.

## Campeonatos y logros
- Americas Wrestling Federation
  - AWF North American Heavyweight Championship (1 vez)[7]

- Century Wrestling Alliance
  - CWA Heavyweight Championship (1 vez)[8]

- Georgia Championship Wrestling
  - NWA Georgia Heavyweight Championship (1 vez)[9]
  - NWA Georgia Tag Team Championship (4 veces) - con Tommy Rich (1), Mr. Wrestling II (1), Thunderbolt Patterson (1) y Kevin Sullivan (1)[10]

- International World Class Championship Wrestling
  - IWCCW Heavyweight Championship (2 veces)[11]

- International Wrestling (Quebec)
  - NWA Texas Brass Knuckles Championship (1 vez)[12]

- Mid-Atlantic Championship Wrestling
  - NWA Mid-Atlantic Heavyweight Championship (1 vez)[13]

- NWA Tri-State1
  - NWA West Virginia/Ohio Heavyweight Championship (1 vez)[14]

- Southwest Championship Wrestling
  - SCW Southwest Brass Knuckles Championship (1 vez)[15]

- World Class Wrestling Association
  - WCWA Television Championship (1 vez)[16]
  - WCWA Texas Tag Team Championship (1 vez) - con Skip Young[17]

- World Wrestling Council
  - WWC North American Tag Team Championship (1 vez) - with Miguel Pérez, Jr.[18]

- World Wrestling Federation/Entertainment
  - WWE Hall of Fame (Clase del 2006)[19]
  - WWF Tag Team Championship (1 vez) - con Rocky Johnson[20]

- Pro Wrestling Illustrated
  - PWI Most Improved Wrestler of the Year (1980)[21]
  - PWI situadqu en el # 64 de los 500 mejores luchadores en la lista de PWI 500 en 1996.[22]
  - PWI situadqu en el# 171 de los 500 mejores luchadores of the "PWI Years" en 2003.[23]